# Gylippus cyprioticus
Gylippus cyprioticus är en spindeldjursart som beskrevs av Lawrence 1953. Gylippus cyprioticus ingår i släktet Gylippus och familjen Gylippidae. Inga underarter finns listade i Catalogue of Life.